# 마르홋 부르
마르홋 부르(네덜란드어: Margot Boer, 1985년 8월 7일~)는 네덜란드의 여자 스피드 스케이팅 선수이다.
네덜란드에서 단거리 전문 선수로 유명하다. 2010년 동계 올림픽에서는 500m·1000m·1500m에서 각각 4위·6위·4위를 했고, 2014년 동계 올림픽에서는 500m와 1000m에서 동메달을 획득했다.